# Кеті Брін
Катерина Брін американський політичний діяч з міста Фалмут, Мен. Представляє 25 округ в сенати штату Мен, 25 округ охоплює Камберленд та включає в себе міста Фалмут, Камберленд, Ярмут, Грей, Лонг-Айленд, Чебега Айленд та частину Вестбруку. 
Брін шість років працювала в мерії міста Фалмут (2005–2011) до обрання в палату сенаторів Мену. На цій посаді змінила Річарда Вудберрі.
Має ступінь бакалавра в галузі мистецтв (Університет Тафтса), та магістра освіти (Іллінойський університет в Чикаго).